# ورتسیا
ورتسیا (به لاتین: Vretsia) یک منطقهٔ مسکونی در قبرس است که در ناحیه پافوس واقع شده‌است.